# The Seafarer
The Seafarer é um poema em inglês antigo que conta a história em primeira pessoa de um homem perdido no mar. A obra consiste em 124 versos seguidos pela palavra "Amen". Só se tem registros dele no Exeter Book, um dos quatro escritos ainda existentes de poesia em língua inglesa antiga. Esse trabalho tem sido mais comumente caracterizado como uma elegia, um gênero poético comum nessa versão antiga do idioma.